# جزایر لیاخوفسکی
جزایر لیاخوفسکی (انگلیسی: Lyakhovsky Islands) جنوبی‌ترین گروه از جزایر سیبری نو در دریاهای شمالگان در شرق روسیه است. این جزایر به افتخار ایوان لیاخوف نام‌گذاری شده است که در سال ۱۷۷۳ آنها را کشف کرد.